# Masakra w Eldorado do Carajás
Masakra w Eldorado do Carajás – zastrzelenie przez policję 19 rolników podczas pacyfikacji próby zablokowania autostrady BR-155 dnia 17 kwietnia 1996.

## Tło
Blokada była częścią protestów rolników zrzeszonych w Movimento Sem Terra (Ruchu rolników bez ziemi) polegających na okupacji obrzeży miejscowego latyfundium niedaleko Eldorado do Carajás w oczekiwaniu na decyzję urzędu do spraw reformy rolnej (INCRA) o wywłaszczeniu tych terenów. Organizacja ta zrzeszała rolników pozbawionych ziemi na skutek półlegalnych i nielegalnych praktyk wielkoobszarowych przedsiębiorców.
Przekroczenie uprawnień i użycie ostrej amunicji zostało aprobowane przez dwóch komendantów policji opłaconych przez lokalnego obszarnika, Ricardo Marcondes de Olivera. Oględziny miejsca masakry wykazały, że egzekucji co najmniej 7 chłopów dokonano maczetami już po zakończeniu pacyfikacji.

## Konsekwencje
Dowodzący akcją pułkownik i major zostali początkowo oczyszczeni z zarzutów, co spowodowało oburzenie organizacji działających na rzecz ochrony praw człowieka, m.in. Human Rights Watch. Ostatecznie dowódcy zostali skazani w maju 2012 roku na odpowiednio 228 i 158 lat więzienia.
Okupowane latyfundium zostało wywłaszczone w kwietniu 1997 roku i obecnie znajduje się na nim osada, a przy autostradzie powstało miejsce pamięci o masakrze.